# Automeris coresus
Automeris coresus é uma espécie de mariposa do gênero Automeris, da família Saturniidae.
Sua ocorrência foi registrada na Argentina.